# Richie Vitale
Richard Vitale (Rochester, 23 september 1954) is een Amerikaanse jazzmuzikant (trompet, bugel), componist en arrangeur.

## Biografie
Richie Vitale speelde al op 16-jarige leeftijd met Philly Joe Jones. Na zijn verhuizing naar New York werkte hij met de jazzmuzikanten Barry Harris, Sal Nistico, James Taylor, Tony Bennett, Sting, Joe Williams, Johnny Mathis en Joe Morello. Bovendien behoorde hij tot verscheidene bigbands, waaronder de begeleidingsband van Frank Sinatra, de Buddy Rich Big Band, het Count Basie Orchestra, het Duke Ellington Orchestra en het Thad Jones/Mel Lewis Orchestra. Verder onderwees hij in het Jazz Ensemble at LIU in Brooklyn en gaf hij masterclasses aan de Eastman School of Music in Rochester.
Tegenwoordig leidt Vitale de elfkoppige salsaband Orquesta Universal, die ook samenwerkte met de zanger David Oquendo en in totaal drie albums uitbracht, als laatste New York Salsa. Verder leidde hij een kwintet, waarmee hij wereldwijd op tournee ging. Onder zijn eigen naam bracht hij het album Dreamsville (TCB) uit, waaraan o.a. Gary Bartz meewerkte, gevolgd door Live at Smalls (1996) en Shake It! (TCB, 2000). Tussen 1984 en 2012 was hij betrokken bij 14 opnamesessies.
- Library of Congress Control Number: no2011147224
- MusicBrainz: ea09cf61-d9f9-4ddc-a29c-87f8eec27c6a
- Virtual International Authority File: 186621024
- WorldCat: E39PBJqKdKByQmmw839RpwdbBP